# NGC 4372
إن جي سي 4372 (NGC 4372 ويمعرف أيضا باسم كالدويل 108) هو عنقود مغلق في جنوب كوكبة الذبابة.

## وصلات خارجية
- NGC 4372 في ويكيسكاي
- NGC 4372 في أستروسورف